# Simca Ariane
| Simca Ariane         |                                         |
| Simca Ariane         |                                         |
| Fabricante           | Simca                                   |
| Fábricas             | Poissy, Francia Buenos Aires, Argentina |
| Tipo                 | Segmento D                              |
| Carrocería           | Berlina 4-puertas                       |
| Producción           | 1957 – 1963                             |
| Modelos relacionados | Simca Aronde y Simca Vedette            |
| Motor                | 1.290 y 2.395 cc                        |
| Potencia             | 48 y 62 cv                              |
| Velocidad máxima     | 130 km/h                                |
| Unidades producidas  | 166.363                                 |
| Longitud             | 4500 mm                                 |
| Anchura              | 1750 mm                                 |
| Altura               | 1480 mm                                 |
| Distancia entre ejes | 2690 mm                                 |
| Peso                 | 1100 kg                                 |
| Diseñador            | Luigi Rapi                              |

El Simca Ariane es un automóvil de segmento D, fabricado por la empresa francesa Simca entre 1957 y 1963 en la fábrica de Poissy.

## Historia
El modelo fue creado a partir de la restructuración del modelo Simca Vedette de primera generación, para crear un vehículo más económico, pero con el mismo espacio interior que el Vedette. Para conseguir este abaratamiento del modelo, el automóvil se montó con el motor de 1.290 cc. Flash y 48 cv de potencia del Simca Aronde, con el que sólo llegaba a alcanzar una velocidad máxima de 120 km/h., debido al gran peso del vehículo y su poca potencia de motor.
Por ese motivo, en 1958 se presentó el Ariane 8, una versión propulsada por un motor de 2.395 cc Aquillon y 72 cv de potencia, con el que consiguió aumentar su velocidad máxima a 135 km/h.
En 1959 apareció el motor de 4 cilindros SuperRush, que con un aumento del régimen de giro máximo debido a sus 5 puntos de apoyo de cigüeñal subía la potencia a 62 CV.
El Ariane se posicionó como un modelo intermedio entre el Aronde y el Vedette, pero debido a su precio más accesible que el segundo, tuvo un gran éxito de ventas, llegando a producirse un total de 166.363 unidades, la casi totalidad de ellas comercializadas en Francia.
En Argentina, Metalmecánica SAIC, fabricó entre 1965 y 1967 en dos versiones, el Simca Ariane Miramas. Eran las "Std" y "Lujo". Aproximadamente 507 unidades vieron la luz entre esos 2 años.